# C' Chartres Métropole handball
C' Chartres Métropole handball este un club de handbal din Chartres, departamentul Eure-et-Loir, regiunea Centre-Val de Loire, Franța. Este bazat la sala sportivă Halle Jean-Cochet.